# Ficus sundaica
Ficus sundaica är en mullbärsväxtart som beskrevs av Carl Ludwig von Blume. Ficus sundaica ingår i släktet fikonsläktet, och familjen mullbärsväxter. Inga underarter finns listade i Catalogue of Life.